# 呂弼周
呂弼周（？—1644年），山東鄒平縣人。明末政治人物。

## 生平
崇禎元年（1628年）戊辰科進士。累官河南僉事。李自成陷山東，呂弼周降，任徐淮節度使，接替明漕運總督路振飛，防禦使武愫則南下招撫徐、沛，結果二人皆為路振飛擊敗擒獲。呂弼周被綁縛法場磔死。武愫則被鞭八十，押送南京誅殺。